# Alstonia congensis
Alstonia congensis är en oleanderväxtart som beskrevs av Adolf Engler. Alstonia congensis ingår i släktet Alstonia och familjen oleanderväxter. Inga underarter finns listade i Catalogue of Life.